# Coupe du Golfe des clubs champions 1992
Navigation
Doha 1991 1993
La Coupe du golfe des clubs champions 1992 est la 9e édition de la Coupe du golfe des clubs champions. Elle a lieu à Mascate au sultanat d'Oman et regroupe au sein d'une poule unique les champions des pays du Golfe Persique. Les clubs rencontrent une seule fois leurs adversaires.

## Équipes participantes
6 équipes prennent part au tournoi :
- Al Jahra - Champion du Koweit 1989-1990
- Al Hilal Riyad - Champion d'Arabie saoudite 1989-1990
- Riffa Club - Champion du Bahrein 1989-1990
- Al Shabab Dubaï - Champion des Émirats arabes unis 1989-1990
- Dhofar Club - Champion d'Oman 1989-1990
- Al-Rayyan SC - Champion du Qatar 1989-1990

## Compétition
| Rang | Équipe          | Pts | J | G | N | P | Bp | Bc | Diff |  | Résultats (▼ dom., ► ext.) |  |     |     |     |     |     |
| ---- | --------------- | --- | - | - | - | - | -- | -- | ---- |  | -------------------------- |  | --- | --- | --- | --- | --- |
| 1    | Al Shabab Dubaï | 8   | 5 | 3 | 2 | 0 | 6  | 0  | +6   |  | Al Shabab Dubaï            |  | 0-0 | 0-0 | 2-0 | 1-0 | 3-0 |
| 2    | Al Hilal Riyad  | 7   | 5 | 2 | 3 | 0 | 4  | 2  | +2   |  | Al Hilal Riyad             |  |     | 1-1 | 1-1 | 1-0 | 1-0 |
| 3    | Al-Rayyan SC    | 6   | 5 | 1 | 4 | 0 | 3  | 2  | +1   |  | Al-Rayyan SC               |  |     |     | 1-1 | 0-0 | 1-0 |
| 4    | Dhofar Club     | 4   | 5 | 0 | 4 | 1 | 2  | 4  | -2   |  | Dhofar Club                |  |     |     |     | 0-0 | 0-0 |
| 5    | Riffa Club      | 3   | 5 | 0 | 3 | 2 | 2  | 4  | -2   |  | Riffa Club                 |  |     |     |     |     | 2-2 |
| 6    | Al Jahra        | 2   | 5 | 0 | 2 | 3 | 2  | 7  | -5   |  | Al Jahra                   |  |     |     |     |     |     |

| Coupe des clubs champions du golfe Persique Al Shabab Dubaï 1er titre |